# The Stolen Invention
The Stolen Invention er en amerikansk stumfilm fra 1910.